# Alan Civil
Alan Civil (né le 13 juin 1929, mort le 19 mars 1989) est un corniste britannique.

## Biographie
Alan Civil naît le 13 juin 1929 à Northampton,.
Il apprend jeune à jouer du cor et, adolescent, fait partie d'un orchestre militaire. Il étudie avec Aubrey Brain (en), père de Dennis Brain, puis à Hambourg avec Willi von Stemm.
Civil est engagé par Thomas Beecham pour tenir la place du second cor à côté de Dennis Brain au Royal Philharmonic Orchestra et quand Brain le quitte pour rejoindre l'Orchestre Philharmonia, Civil le remplace à la tête du pupitre. En 1955, Civil rejoint à son tour le Philharmonia, devenant premier cor lorsque Brain se tue dans un accident de la circulation en 1957.
Il devient le cor solo de l'Orchestre symphonique de la BBC en 1966, poste qu'il conservera jusqu'à sa retraite en 1988.
En tant que soliste, il enregistre les concertos pour cor de Mozart, ainsi que la Sérénade pour ténor, cor et cordes de Benjamin Britten avec Robert Tear. Il joue aussi de la musique de chambre avec sa formation, le « Alan Civil Horn Trio ».
Alan Civil devient mondialement célèbre quand il joue la partie de cor solo de la chanson des Beatles « For No One » de l'album Revolver en 1966. Il fait également partie de l'orchestre qui joue en crescendo dans la chanson « A Day in the Life » de l'album Sgt. Pepper's Lonely Hearts Club Band, en 1967.
Alan Civil enseigne au Royal College of Music de 1966 à sa mort. Il est décoré de l'Ordre de l'Empire britannique en 1985.
Il meurt le 19 mars 1989 à Londres,.

## Source de la traduction
- (en) Cet article est partiellement ou en totalité issu de l’article de Wikipédia en anglais intitulé « Alan Civil » (voir la liste des auteurs).